# Game Room
Game Room è un programma che simula una sala giochi virtuale in cui è possibile giocare, scaricandoli, a rifacimenti di famosi videogiochi arcade del passato permettendo anche di competere con altri giocatori. Game Room è disponibile tramite Xbox Live e Games for Windows – Live, rispettivamente per la console Xbox 360 e PC con sistema operativo Windows.

## Formato
Il frontend di Game Room può essere scaricato dal negozio online Marketplace di Microsoft (il software è gratuito). Una volta avviato, i giocatori vengono introdotti in una sala giochi arcade a temi: ogni tema è sviluppato su 4 stanze separate, che possono essere decorate secondo i gusti del giocatore con i temi e gli oggetti che il servizio offre. Il giocatore può inserire in ogni stanza i cabinet di differenti giochi del passato, necessari per poter giocare a remake di titoli arcade o per console attraverso il servizio. Ogni stanza può contenere fino ad 8 cabinet.
I giochi per la Game Room sono disponibili in game pack, o "pacchi giochi", commercializzati ad intervalli regolari. Ogni pacco giochi è scaricabile gratuitamente ed offre i giochi in versione demo ma per giocare alla versione integrale di un titolo è necessario provvedere al suo acquisto. I giocatori possono provare un gioco senza addebito solo 1 volta e massimo per 10 minuti; i giochi possono essere acquistati per un uso senza limitazioni per una o per entrambe le piattaforme (Xbox 360 o PC Windows). Se un giocatore acquista un gioco per una sola piattaforma, può in seguito aggiornare il gioco acquistando la versione sbloccata anche per l'altra. Quando viene acquistato un gioco, il giocatore può posizionare in una stanza il relativo cabinet, che sarà utilizzato per lanciare il titolo.

## Modalità di gioco
I giochi nella Game Room possono essere avviati selezionando il relativo cabinet. Ogni titolo offre diverse opzioni di gioco specifiche, selezionabili dall'utente. Gli arcade originali permettevano di impostare la difficoltà o il numero iniziale di vite mediante l'utilizzo di DIP switch mentre i giochi per console avevano le proprie varianti: tutte queste impostazioni sono modificabili dall'interfaccia della Game Room. Inoltre molti dei giochi possono essere giocati in "modalità classifica", che permette al giocatore di pubblicare i propri punteggi nelle classifiche online, divise per singole varianti comuni a tutti i giocatori.
Mentre i giocatori navigano all'interno della Game Room, possono vedere i propri avatar e quelli dei loro amici online muoversi all'interno delle varie stanze e giocare ai vari giochi: i giocatori su Xbox 360 vedono l'avatar delle proprie console mentre i giocatori su PC vedono avatar generici. I giocatori possono visitare le stanze gioco dei propri amici online e giocare ai loro giochi: se una stanza di un amico contiene un gioco che il giocatore non possiede, quest'ultimo può acquistare delle partite oppure utilizzare i "gettoni" del gioco. Inoltre, un giocatore può giocare gratuitamente ad un gioco che già possiede. I giocatori possono anche sfidare i propri amici in diversi giochi sia competizioni basate sul punteggio che sull'abilità.
Durante il gioco i giocatori vincono delle medaglie in base ai punti totalizzati o a quanto a lungo hanno giocato al gioco (sia per quella specifica partita sia per la durata complessiva del gioco). Le medaglie sono di oro, argento e bronzo, ognuna delle quali vale un certo numero di punti. Quando un giocatore vince una medaglia, può avanzare di livello, sbloccando nuovi temi ed oggetti da posizionare nelle proprie stanze. Come gli altri giochi "LIVE", i giocatori ottengono dei bonus in base ai loro risultati.

## Selezione dei giochi
I pacchi giochi disponibili al momento per la Game Room sono un mix di giochi arcade, di giochi per l'Intellivision e per l'Atari 2600: Microsoft ha comunque dichiarato di aggiungere in futuro altre macchine arcade, fino a raggiungere il numero di 1.000 cabinet nel giro di 3 anni.

## Problemi iniziali
Al momento della distribuzione della Game Room gli utenti di entrambe le versioni, quella per Xbox 360 e quella per PC, ebbero delle difficoltà ad accedere al servizio a causa della notevole richiesta di download. Gli utenti dell'Xbox 360, dopo l'installazione dei 2 game pack disponibili, non potevano più accedere alla Game Room, venendo bloccati al momento del suo caricamento.  Anche la versione per PC (Games for Windows) aveva dei problemi: gli utenti non riuscivano ad installarla, ricevendo un messaggio di errore. Questi due problemi furono comunque risolti in poco tempo.
Il Pacco giochi 003, il primo offerto dopo quelli scaricabili al momento del lancio della Game Room, fu annunciato per il 28 aprile 2010 ma alcune ore prima della distribuzione ufficiale tramite download, Microsoft avvertì che la pubblicazione di nuovi giochi sarebbe stata sospesa fino a nuovo annuncio. La società commercializzò il software la settimana successiva. Da allora la distribuzione di nuovi pacchi giochi avviene periodicamente.

## Game Pack

### Game Pack 001
- Distribuzione: 24/03/2010[4]
- Dimensione: 63,9 MB
- Giochi:
  - Arcade: Asteroids Deluxe, Battlantis, Crystal Castles, Finalizer, Lunar Lander, Red Baron, Scramble, Tutankham
  - Atari 2600: Combat, Outlaw, Yars' Revenge
  - Intellivision: Armor Battle, Astrosmash, Sea Battle, Space Armada

### Game Pack 002
- Distribuzione: 24/03/2010[5]
- Dimensione: 52,4 MB
- Giochi:
  - Arcade: Centipede, Gravitar, Jungler, Road Fighter, Shao-lin's Road
  - Atari 2600: Adventure, Millipede, RealSports Tennis, Star Raiders, Super Cobra, Tempest
  - Intellivision: Football, Mountain Madness: Super Pro Skiing, Space Hawk, Sub Hunt

### Game Pack 003
- Distribuzione: 05/05/2010[6]
- Dimensione: 50,1 MB
- Giochi:
  - Arcade: Battlezone, Mega Zone, Rack 'Em Up, Super Breakout
  - Atari 2600: Canyon Bomber, Keystone Kapers, Megamania, Night Driver, Oink!, Pitfall!, RealSports Volleyball
  - Intellivision: Basketball,  Night Stalker, Soccer

### Game Pack 004
- Distribuzuione: 19/05/2010[7]
- Dimensione: 62,3 MB
- Giochi:
  - Arcade: Asteroids, Millipede, Space Duel, Strategy X, Time Pilot
  - Atari 2600: Demons to Diamonds, Grand Prix, Haunted House, River Raid, Spider Fighter, Stampede
  - Intellivision: Boxing, Buzz Bombers, Shark! Shark!

### Game Pack 005
- Distribuzione: 02/06/2010[8]
- Dimensione: 64,4 MB
- Giochi:
  - Arcade: Konami's Ping Pong, Liberator, Missile Command, Mr. Goemon, Video Hustler
  - Atari 2600: Air-Sea Battle, Chopper Command, Circus Atari, River Raid II, Skiing, Sky Jinks, Video Pinball
  - Intellivision: Baseball, Frog Bog, Motocross

### Game Pack 006
- Distribuzione: 23/06/2010[9]
- Dimensione: 64,2 MB
- Giochi:
  - Arcade: Black Widow, Juno First, Major Havoc, Scooter Shooter, Warlords
  - Atari 2600: Casino, Crackpots, H.E.R.O., Kaboom!, Laser Blast, Sky Diver, Starmaster
  - Intellivision: Star Strike, Triple Action, Utopia

### Game Pack 007
- Distribuzione: 14/07/2010[10]
- Dimensione: 79,0 MB
- Giochi:
  - Arcade: Gyrus, Jail Break, Yie Ar Kung Fu
  - Atari 2600: Activision Decathlon, Asteroids, Barnstorming, Enduro, Fishing Derby, Frostbite, Gravitar, Ice Hockey, Quadrun
  - Intellivision: Auto Racing, Hover Force, Tower of Doom

### Game Pack 008
- Distribuzione: 04/08/2010[11]
- Dimensione: 53,9 MB
- Giochi:
  - Atari 2600: 3-D Tic-Tac-Toe, Beamrider, Centipede, Cosmic Commuter, Dodge 'Em, Dolphin, Dragster, Freeway, Maze Craze(:A Game of Cops and Robbers), Seaquest,
  - Intellivision: Chip Shot (Super Pro) Golf, Hockey, Snafu, Super Pro Decathlon, Thin Ice

### Game Pack 009
- Distribuzione: 25/08/2010[12]
- Dimensione: 85,4 MB
- Giochi:
  - Arcade: City Bomber, Flak Attack, Kitten Kaboodle, Super Basketball
  - Atari 2600: Boxing, Bridge, Checkers, Concentration, Super Breakout, Tennis, Video Chess
  - Intellivision: Hard Hat, Pinball, Reversi, Thunder Castle

### Game Pack 010
- Distribuzione: 22/09/2010[13]
- Dimensione: 78,7 MB
- Giochi:
  - Arcade: Galactic Warriors, Hyper Crash, Konami GT (RF-2),
  - Atari 2600: Bowling, Missile Command, Plaque Attack, Pressure Cooker, Private Eye, Radar Lock, Street Racer, Submarine Commander
  - Intellivision: Body Slam! Super Pro Wrestling, Deep Pocket Billiards, Horse Racing, Sharp Shot,

### Game Pack 011
- Distribuzione: 27/10/2010[14]
- Dimensione: 67,5 MB
- Giochi:
  - Arcade: Jackal
  - Atari 2600: Breakout, Double Dunk
  - ed altri

### Game Pack 012
- Distribuzione: 24/11/2010[15]
- Dimensione: 190,71 MB
- Giochi:
  - Arcade: Amidar, Blades of Steel, Detana!! TwinBee, Food Fight, M.I.A., Pooyan, Trick Trap, TwinBee
  - Atari 2600: Off the Wall, Pitfall II: Lost Caverns, Thwocker, Warlords
  - Intellivision: Spiker! Vectron, Volleyball

### Game Pack 013
- Distribuzione: 22/12/2010[16]
- Dimensione: 77,95 MB
- Giochi:
  - Arcade: Devastators, Iron Horse, The Main Event
  - Atari 2600: Codebreaker, Desert Falcon, Football, RealSports Baseball, Star Ship, Surround
  - Intellivision: Slam Dunk Basketball, Tennis